# Waben-Stielporling
Der Waben-Stielporling, Bienenwaben-Porling oder Waben-Porling (Neofavolus alveolaris, syn. Polyporus mori) ist eine Pilzart aus der Familie der Stielporlingsverwandten (Polyporaceae). Typisch sind die namensgebenden eckigen und weiten Poren auf der Unterseite des Huts. Oben ist er mit orange-bräunlichen Tönen recht freudig gefärbt. Der Porling ist ein Auwaldbewohner und besiedelt dort tote Eschenäste. Die Fruchtkörper erscheinen vorwiegend im Frühjahr, bei günstiger Witterung auch mit einem zweiten Schwerpunkt im Herbst.

## Merkmale

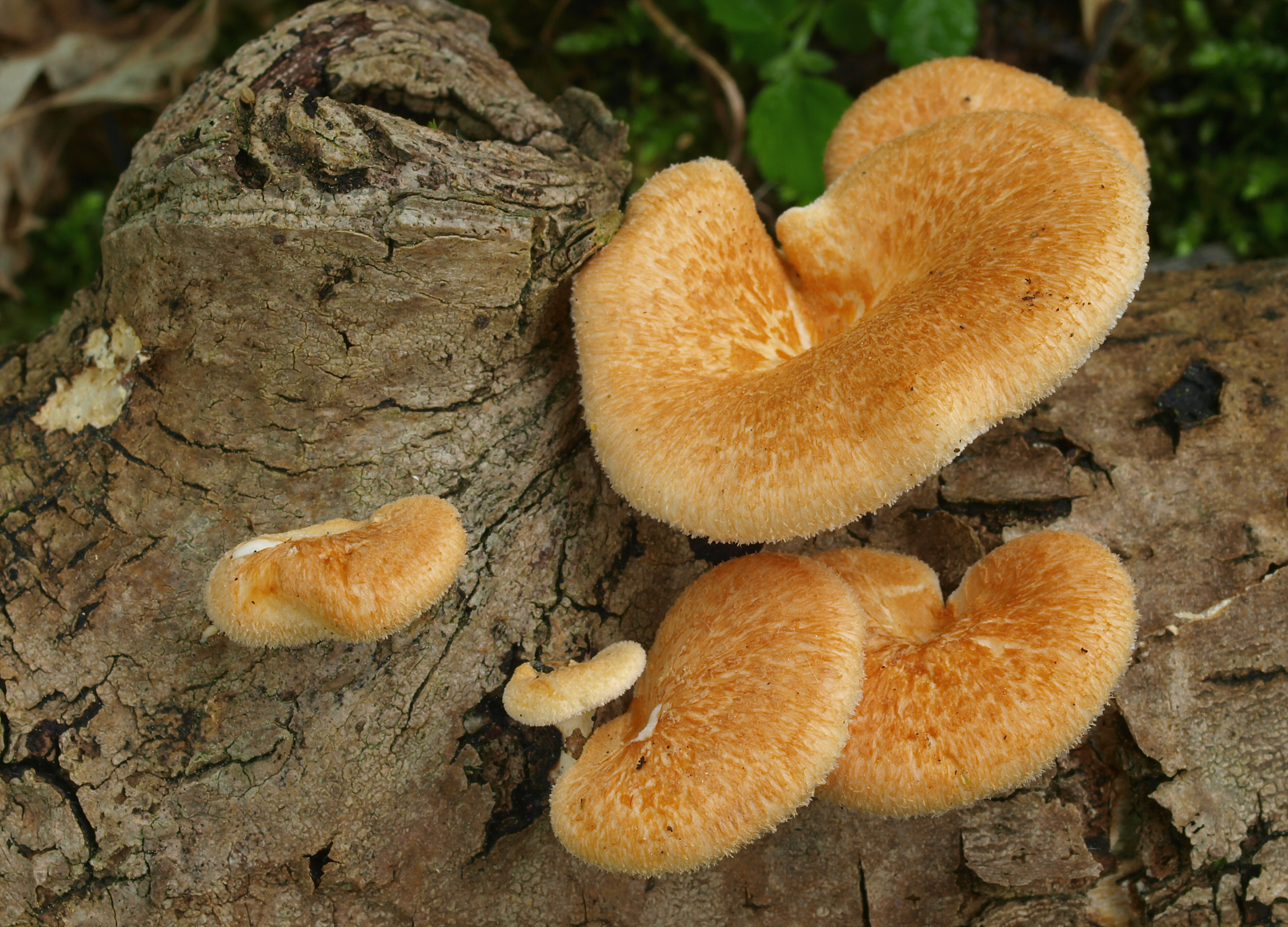
Innerhalb der Gattung zählen die orange-ockerfarbenen Hüte zu den farbenprächtigsten Arten.

Der Waben-Stielporling bildet in Hut und Stiel gegliederte Fruchtkörper mit einem 2–8 cm breiten Hut. Der Hut ist rund bis oval oder nierenförmig, mit einer etwas eingedellten oder genabelten Hutmitte. Die mit feinen Schuppen bedeckte Hutoberseite ist in jungem Zustand gelb bis orange-rötlich und blasst im Alter aus, an schattigen Standorten kann die Farbe auch gelblich-weiß sein. Der meist sehr kurze Stiel sitzt zentral bis seitlich und ist weißlich bis cremefarben gefärbt. Typisch für die Art ist das in Form relativ großer, wabenförmiger Poren ausgebildete, cremeweiße bis gelbliche Hymenophor. Die Poren sind polygonal langgestreckt, etwa 1–5 mm lang und 2–5 mm breit. Die Röhren messen in der Länge bis zu 5 mm.

## Artabgrenzung
Der Weitlöcherige Stielporling unterscheidet sich vom Waben-Stielporling durch einen schlankeren Habitus mit langem, dünnem Stiel und einen graubraunen Hut mit borstigem Rand.
Der Sklerotien-Stielporling kann jung recht ähnlich aussehen, hat aber deutlich kleinere Poren.

## Ökologie und Phänologie
Der Waben-Stielporling ist ein saprobiontischer, Weißfäule erzeugender Holzbewohner. Sein Hauptsubstrat in Mitteleuropa ist Fraxinus (Esche), daneben weitere Laubhölzer, Breitenbach und Kränzlin erwähnen speziell Walnuss. Die Art kommt vor allem in Eschen-Schwarzerlenwäldern, Stieleichen-Feldulmen-Auen, feuchten Hainbuchen-Eichen- und Eschen-Bergahorn-Wäldern in tieferen Lagen vor. Insgesamt werden frische bis feuchte, gut mit Nährstoffen versorgte Böden bevorzugt. Außerhalb von Wäldern wächst der Waben-Stielporling in Baumreihen entlang von Flüssen und Kanälen sowie in Parkanlagen und Gärten.
Die Fruchtkörper erscheinen von Ende April bis September, in warmen Lagen auch schon ab März, wobei in trocken-warmen Sommern zwei Fruktifikationsschübe (Frühjahr und August–September) möglich sind. Im Gegensatz zu diesen Angaben von Krieglsteiner weisen Breitenbach und Kränzlin auf die begrenzte Fruktifikationsperiode von April–Mai hin.

## Verbreitung
Die Art ist im gemäßigten Asien, in Nordamerika und Europa verbreitet. In Europa ist der wärmeliebende Waben-Stielporling in mediterranen und den südlichen gemäßigten Gegenden verbreitet. Das geschlossene Verbreitungsgebiet erreicht in Baden-Württemberg und Bayern seine Nordgrenze, die weiter über Tschechien, die Slowakei und Süden von Polen nach Südrussland verläuft. Nördlich davon sind in Deutschland nur Einzelfunde bekannt. Krieglsteiner berichtet davon, dass der Pilz seit Mitte der siebziger Jahre häufiger wird, was er auf die zunehmende Urbanisierung und die damit verbundene Erwärmung der Landschaft zurückführt.

## Systematik
Die Art wurde früher zu der großen Gattung Stielporlinge (Polyporus) gezählt, die sich jedoch auf Grundlage phylogenetischer Untersuchungen als polyphyletisch herausstellte, woraufhin die meisten Arten in andere Gattungen ausgegliedert wurden. Der Waben-Stielporling wurde in die Gattung Neofavolus überführt. Sein nächster europäischer Verwandter ist der Anis-Sägeblättling (Neofavolus suavissimus) mit lamelligem Hymenophor.

## Bedeutung
Der Waben-Stielporling ist kein Speisepilz, als Holzzerstörer ist er nicht von forstwirtschaftlicher Bedeutung.